# Coralie Simmons
Coralie Simmons (Hemet, 1º marzo 1977) è un'ex pallanuotista e allenatrice di pallanuoto statunitense; con la nazionale, da giocatrice, ha conquistato la medaglia d'argento olimpica a Sydney 2000.

## Biografia

### Carriera da giocatrice
Iniziò a giocare a pallanuoto nella squadra maschile studentesca dell'Hemet High School, poiché all'epoca non esisteva la formazione femminile; nel 1996 proseguì il suo percorso di studi all'Università di UCLA, diventando una giocatrice delle Bruins con le quali rimase fino al 2001, ad eccezione della parentesi nel biennio 1999-2000 in cui fu aggregata permanentemente al team olimpico, e con cui vinse il campionato nazionale universitario per tutti e quattro gli anni di college.
Nel 1998 entrò a far parte della nazionale statunitense partecipando ai campionati mondiali di Perth conclusi in ottava posizione, l'anno seguente giunse seconda ai Giochi panamericani di Winnipeg, fece quindi parte della squadra che partecipò alle Olimpiadi di Sydney 2000, dove disputò sette partite segnando nove gol ed ottenne la medaglia d'argento perdendo la finale contro le padrone di case dell'Australia, che segnarono il controverso gol decisivo ad un secondo dallo scadere della partita. Nel 2001 disputò i mondiali di Fukuoka conclusi al quarto posto, mentre nel 2002 ottenne la seconda piazza nella Coppa del Mondo di Perth.
Conclusa l'attività collegiale nel 2001 con la conquista del primo titolo NCAA della storia, che le valse anche la nomina di miglior giocatrice del torneo nonché la vittoria del Peter J. Cutino Award, fece esperienze con squadre di club internazionali trasferendosi in Europa: fu infatti ingaggiata in Grecia tra le file della Athlitikos Nautikos Omilos Glyfádas e, nei suoi tre anni di permanenza, conquistò due volte il campionato nazionale e vinse la Coppa dei Campioni 2003; Nella stagione 2004-05 fu reclutata dalla squadra del Nautikos Omilos Vouliagmeni con la quale rivinse nuovamente il campionato greco. Dopo questo ultimo successo si ritirò dalle competizioni professionistiche, continuando però a competere a livello nazionale con il New York Athletic Club, con il quale conquistò il campionato statunitense in otto occasioni.

### Carriera da allenatrice
Terminata la carriera internazionale intraprese da subito l'incarico di allenatrice, entrando a far parte dello staff tecnico della formazione di pallanuoto collegiale femminile delle Rainbow Wāhine dell'Università delle Hawaii a Mānoa nel 2006; l'anno seguente, sempre con l'incarico di allenatrice in seconda, contribuì alla conquista del titolo NCAA con la squadra della sua alma mater. Dalla stagione successiva fu nominata capoallenatrice delle Seawolves dell'Università statale di Sonoma, incarico che ricoprì fino a quando, nel 2017, venne ingaggiata per allenare le Golden Bears dell'Università della California di Berkeley, ruolo che ricopre tutt'oggi, e con le quali ha raggiunto per quattro volte la semifinale del campionato NCAA.
Parallelamente all'attività di allenatrice a livello di college la Simmons fece in più occasioni parte dell'organico delle nazionali giovanili statunitensi, compresi gli incarichi di commissario tecnico delle squadra femminile ai campionati mondiali juniores del 2015 e del 2017, conclusi rispettivamente al primo ed al quinto posto.

### Riconoscimenti
Nel 2023 venne inserita nella Hall of Fame della pallanuoto statunitense; come atleta di college fu premiata due volte come giocatrice nazionale dell'anno nel 1997 e nel 1998, mentre nel 2001 fu insignita del titolo di miglior giocatrice del torneo NCAA e del Peter J. Cutino Award.

## Palmarès

### Giocatrice

#### Club
- Campionato intercollegiale/Campionato NCAA: 4

UCLA Bruins: 1996, 1997, 1998 e 2001
- Campionato greco: 3

Glyfádas: 2001-02 e 2003-04
Vouliagmeni: 2004-05
- Campionato statunitense femminile: 8

New York A.C.: 2007, 2011, 2012, 2013, 2014, 2017, 2018 e 2019
- LEN Champions Cup: 1

Glyfádas: 2002-03

#### Nazionale
- Olimpiadi

1 argento: Sydney 2000
- Coppa del Mondo

1 argento: Perth 2002
- Giochi panamericani

1 argento: Winnipeg 1999

### Allenatrice

#### Nazionale
- Mondiali juniores

1 oro: Vólos 2015